# Asymblepharus mahabharatus
Asymblepharus mahabharatus là một loài thằn lằn trong họ Scincidae. Loài này được Eremchenko, Shah & Panfilov miêu tả khoa học đầu tiên năm 1998.